# Бакеу (повіт)
Бакеу (рум. Bacău) — повіт на сході Румунії, в Румунській Молдові. Площа 6621 км². Населення 706,6 тис. осіб (2002). Адміністративний центр — м. Бакеу.

## Географія

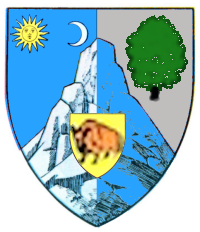
Герб жудецю Бакеу до березня 2008 р.

Західні райони Бакеу розташовані у Східних Карпатах (гори Чахлеу висота до 1907 м, Стинішоара, Таркеу і ін.); східні райони — в межах плато Берладь; між ними — смуга предгірь, що покриваються горбами. Річки належать басейну Дунаю (Сірет з притоками Бистриця, Тротуш і ін.). Переважають гірсько-лісові і (на сході) степові ландшафти.

## Міста
- Бакеу
- Онешти
- Команешти
- Мойнешти
- Бухуши
- Дарманешти
- Тирґу-Окна
- Сленік-Молдова

## Господарство
У склад Бакеу входить південна половина Західно-Молдовського промислового району. Видобування нафти в районі Мойнешті і бурого вугілля в басейні Коменешті, кам'яні солі і гіпсу поблизу Тирґу-Окна. ТЕС в Борзешть, Бакеу, Коменешті, Дерменешті, ГЕС на долишній Бистриці. Головні галузі оброблювальної промисловості: нафтопереробка (Дерменешті, Онешті), нафтохімія (Онешті), деревообробка (Коменешті, Аґеш і ін.), целюлозно-паперова (Бакеу), текстильна (Бухуши, Бакеу), харчова промисловість. Є підприємства швейної, шкіряно-взуттєвої, хімічної промисловості і машинобудування. У сільському господарстві переважає тваринництво (велика рогата худоба, вівці); у долині Серета посіви цукрового буряка, овочівництво; на Молдовській височині посіви кукурудзи, соняшнику.
Курорт на мінеральних водах Беїлє-Сленік.

## Інтернет-ресурси
- Website des Kreisrates Bacău [Архівовано 25 жовтня 2017 у Wayback Machine.]
- Karte des Kreises Bacău [Архівовано 16 лютого 2022 у Wayback Machine.]

| Румунія | Це незавершена стаття з географії Румунії. Ви можете допомогти проєкту, виправивши або дописавши її. |

1. ↑  archINFORM — 1994.